# Caius Marius (i. e. 107)

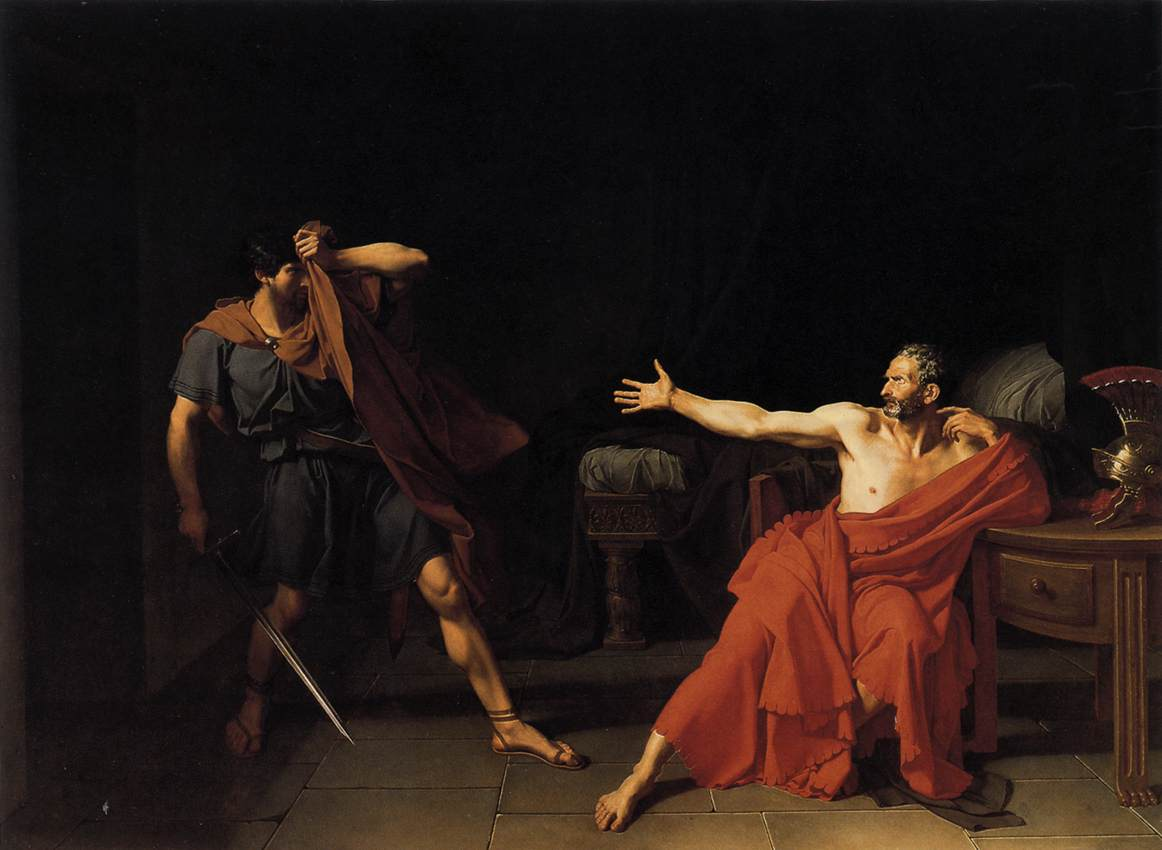
François-Hubert Drouais: Marius Minturnae-ban

Caius Marius (Cereatae, Kr. e. 157 – Róma, Kr. e. 86. január 13.) néppárti római politikus, hadvezér, hétszeres consul és az optimata Lucius Cornelius Sulla kérlelhetetlen ellenfele volt.

## Származása
Arpinum közelében, közrendű családban született. Apját szintén Caiusnak nevezték, anyja pedig a Fulcinia nevet viselte. Családja állítólag az előkelő plebeius Herenniusok cliense volt. Mariusról fennmaradt, hogy gyermekként paraszti munkát végzett, de az ilyen fokú szegénység kétséges, ugyanis közéleti szereplése során sosem küzdött anyagi gondokkal, ami kiindulásként nagyobb örökséget feltételez. A másik indok, ami miatt alacsony származását kétségbe szokás vonni, az, hogy később benősült a rendkívül előkelő Julia gensbe, ami nyilván nem fogadta volna be a még oly tehetséges politikust, ha valóban paraszti sorból emelkedett volna fel. (Velleius Paterculus egyébiránt azt állítja, hogy Marius lovagrendi volt, ami szintén kétséges.) Valószínűleg onnan fakad a történetírók egységes ítélete, hogy a politikus tudatosan hangoztatta – és tán még sötétebbre színezte – közrendű gyökereit, egyrészt hogy még fényesebbnek tűnjön arisztokrata ellenfelei ellenében elért karrierje, másrészt pedig, hogy ezzel is hangsúlyozza néppárti beállítottságát.

## Felemelkedése
A vidéken nevelkedett Marius minden bizonnyal a régi római ideál megtestesítője volt, mivel vagyoni helyzete folytán nem is ismerkedhetett meg az ekkortájt arisztokrata berkekben népszerűvé váló, dekadensnek kárhoztatott görög kultúrával. A sors fintora, hogy mégsem ő vált a konzervatív optimaták kedvelt figurájává, hanem a philhellén Sulla. Marius először katonaként futott be nagy karriert. Először Hispania területén szolgált, Kr. e. 134-ben jelen volt Numantia ostrománál (ld. numantiai háború), ahol bátorságával és vasfegyelmével számos kitüntetést és dicséretet szerzett. A hadvezér Scipio 'Africanus', aki alatt szolgált, állítólag (amint Plutarkhosz írja Párhuzamos életrajzaiban) az asztaltársaságába fogadta, és egy alkalommal a jövendő tehetséges hadvezéreként méltatta. Mintegy 15 évig katonáskodott a numantiai háború után anélkül, hogy jelentős közéleti szerepet vállalt volna. Mire azonban  a katonai tribunusi rangra emelkedett, oly közismertté és népszerűvé lett, hogy Kr. e. 119-ben akadály nélkül néptribunussá választották.

## Marius, a politikus
Tribunátusa alatt Marius későbbi parancsnoka, Quintus Caecilius Metellus támogatását élvezte, illetve a Herenniusok továbbra is patronálták. Egyetlen törvényjavaslatát ismerjük, amikor is a szavazóhelyiségek átalakítását követelte, hogy megelőzhesse a tehetősek megfélemlítési törekvéseit. A Caius Gracchusszal nemrég leszámoló, római politikát uraló optimaták a senatus elé idézték, de ő rendkívül határozottan állt ki az ügy mellett: nemhogy megfélemlítette volna az idézés, de még a két consul, Lucius Aurelius Cotta és Lucius Caecilius Metellus Dalmaticus – patrónusa fivére – letartóztatásával fenyegetőzött. A megdöbbent testület végül elfogadta az indítványt, Marius respektusa pedig az égbe szökött a plebs körében. Igaz, hamarosan jelentősen vissza is esett, amikor tiltakozott az ingyengabonaosztás ellen, félve, hogy az csak elősegíti a plebs haszonleső lumpenproletariátussá válását.
A senatori arisztokrácia azonnal felismerte benne a potenciális vetélytársat, ezért sikeresen megcsáklyázták jelentkezését az aedilisi rangra, és majdnem elérték, hogy a praetorságról is lecsússzon, ráadásul még vesztegetéssel is megvádolták. Kr. e. 115-ös praetorsága alatt nem alkotott maradandót, nem így Kr. e. 114-es propraetori évében, amikor sikeresen megtisztította Hispania Ulteriort az azt elárasztó banditáktól és útonállóktól.

## A Jugurtha elleni háború
Praetori éve után Marius nem azonnal indult a consuli választásokon, bár minden bizonnyal célul tűzte ki, hogy elérje a köztársaság legmagasabb méltóságát. Ekkortájt építette ki kapcsolatait a Juliusokkal, amikor is elvette idősebb Caius Julius Caesar testvérét. Népszerűsége így is nőttön nőtt, pedig sem gazdag, sem jó szónok nem volt, ami pedig sok esetben elengedhetetlen volt a nép jóindulatának megnyeréséhez. A római közvéleményt megundorította a numidiai Jugurtha ellen hosszú ideje hiába folyó, az arisztokrata hadvezérek tehetségtelenségét és megvesztegethetőségét bizonyító háború. Ennek vezetése Marius pártfogójára, Quintus Metellusra szállt, aki legatusként magával vitte a középkorú politikust is.
Kr. e. 109-ben mutatkozhatott meg a maga teljességében Marius hadvezéri zsenije. Sőt mi több, egyszerű életvitelével és a velük megosztott terhekkel a katonák szívében is igen jó pozíciókat szerzett, aminek Rómában is pozitív hatásai voltak. Marius vallásosságát (mindig magával vitte szír vagy zsidó jósnőjét, Marthát) is jó jelnek vélték közrendűek a mind világiasabb arisztokratákhoz képest.
Kr. e. 108-ban Marius többször kérte Metellust, hogy engedje haza a consulválasztásra. Az arisztokrataként erre már nem volt hajlandó, és különféle okokra hivatkozva nem engedte el. Marius végül intrikákba fogott, és elterjesztette, hogy a fővezért lefizették, ezért elhúzza a háborút – mi több, egymaga a hadsereg felével azonnali győzelmet tudna kivívni. A hír Rómába is eljutott, Metellus pedig jobbnak látta elengedni korábban vérig sértett alárendeltjét (ugyanis azt találta mondani neki, hogy ráér a fiával együtt pályázni, aki pedig ekkor még csak huszonéves volt, tehát Mariusnak hatvanéves koráig kellett volna várnia a megválasztásra). A szűkre szabott kimenő ellenére jó széllel időben megérkezett a személyes jelenlétet igénylő választásra, és el is nyerte Kr. e. 107 consuli rangját.

## Hadseregreform
Bár a senatus korábban megszavazta Metellusnak a hadjárat folytatásának jogát, a nép Marius kezébe adta Numidiát. Ő és a néppárt hatalmas győzelemként élte meg a consullá választását, amit folyvást hangoztatott is. A megalázott arisztokrácia egyre jobban gyűlölte a homo novust, aki szintén nem felejtette el a korábbi sérelmeket. Mindemellett első dolga volt az afrikai hadműveletek befejezése, ennek érdekében pedig olyasmit tett, ami alapvetően határozta meg a Római Birodalom későbbi történetét. A sorozás korábbi, vagyoni helyzettől függő classisokon és centuriákon alapuló rendszerét felrúgva bárkit hajlandó volt zsoldosként alkalmazni. Ezzel a vagyontalanok számára is lehetőség nyílt a gyors, bár veszélyes vagyonszerzésre, és a kisbirtokosoknak sem kellett elhagyniuk földjeiket, ha nem akarták. Ez mind a római állam, mind a közrendűek számára számos előnyt rejtett, bár hamarosan a zsoldhoz és zsákmányhoz lojális haderő hátulütői is jelentkeztek.
Átszervezte az alakulatokat: az ekkortól 6000 fős legiók 10-10, egyenként 600 fős cohorsokból álltak.
16 éves szolgálati idő után veteránokká váltak a katonák és földet kaptak.

## Győzelemsorozat

### Numidia
A nagy létszámú, új haderő jól vizsgázott, bár csak a második, Kr. e. 106 elején indított hadjáratban sikerült eltántorítani Mauretania királyát, Bocchust sógora, Jugurtha támogatásától. Mindebben nagy szerepet játszott a tehetséges ifjú arisztokrata quaestor, Lucius Cornelius Sulla, a későbbi dictator diplomáciai érzéke. Plutarkhosz szerint Marius már ekkor féltékeny volt rá. A hadvezér még két évet Numidiában töltött, hogy pacifikálja az országot és új alapokra helyezze a római hatalmat a területen.
Közben új veszedelem jelentkezett, ezúttal jóval közelebb Itáliához: kimberek, teutonok és más barbárok százezres tömegei gyülekeztek az Alpok északi oldalán, és betörésük csak idő kérdése volt. Kr. e. 113-tól kezdve Illyricum, később Gallia Narbonensis, végül Gallia Cisalpina területén jelentek meg, és számos nagy vereséget mértek a római haderőre. Kr. e. 107-ben Marius consultársa, Lucius Cassius Longinus is odaveszett a harcban. A rettegő rómaiak egyetlen megoldást láttak a dologra: Mariust távollétében ismét consullá választották, alig három évvel az első magistratura lejárta után, tehát teljességgel szabályellenesen. Mindenesetre a veszélyben a pártharcok ideiglenesen szüneteltek, Marius pedig Kr. e. 104. január 1-jén triumphusszal kezdte meg újabb consuli évét Rómában.

### Kimberek és teutonok
A kimberek valamilyen oknál fogva váratlanul Hispania felé indultak, és évekig ott pusztítottak, ami kapóra jött Mariusnak. Újabb sorozásokat tartott, és kemény kiképzésben részesítette katonáit, akik a szigorú, de igazságos hadvezért egyre jobban tisztelték. A hadszervezeten is változtatásokat hajtott végre, így a tradicionális legio mozgékonyabb elemekre szedve ütőképesebb erővé vált. Közben évről évre consullá választották. Példátlan eset volt ez Róma addigi történetében. A negyedik választáson már nem is volt biztos, hogy győz a parancsnok, hiszen kimberekről már két éve nem lehetett hallani. Marius szerencséjére a népszerű néptribunus, Lucius Appuleius Saturninus kiállt mellette, így Kr. e. 102-re is biztosítva volt számára a consuli szék.
Mindenki szerencséjére ekkor indultak kelet felé Hispaniából a kimber és teuton seregek. Marius először a Rhône (Rhodanus) mellett, valószínűleg Arles közelében ütött tábort, majd az eliszaposodott folyam mellett csatornát ásatott, hogy a Földközi-tengerről szerezhesse be az ellátmányt. Ezt követően áthelyezte főhadiszállását a Rhône és Isère találkozásához. A kimberek végül északról megkerülték az Alpokat, de a teutonok, ambronok és más népek rárontottak a római táborra. Miután visszaverték őket, tovább folytatták útjukat Itália felé. Menetük állítólag hat nap alatt vonult el a rómaiak előtt, akik ekkor azonnal nyomukba szegődtek, és néhány nap múlva az Aquae Sextiae-i csata során tönkreverték őket. Marius ismét nagy győzelmet aratott. Százezernyi hulla feküdt a csatamezőn, és tízezreket adtak el rabszolgának. Amikor a használhatatlanná vált fegyverekből rakatott máglyát, lovas hírnökök közölték a hadvezérrel az örömhírt: ismét, ezúttal ötödszörre is consullá választották.
Hazatérve triumphust ajánlottak neki, de ő nem fogadta el arra hivatkozva, hogy a kimberek még Itáliát fenyegetik. Kollégája, a hadvezetést Kr. e. 101-ben proconsulként folytató Quintus Lutatius Catulus ugyanis a Pó vonala mögé vonult vissza a barbárok elől, és csak Marius erősítésével együtt indult útnak. Július 30-án aztán az egyesült római haderő a vercellaei csata során a kimberekre is döntő vereséget mért. A győzelmet nagyrészt Mariusnak tulajdonították, akit a rajongó rómaiak már-már isteni szférába emeltek, Róma harmadik alapítójának neveztek és páratlan diadalmenetet tartott Catulusszal megosztva. Ez volt a hadvezér és politikus karrierjének csúcspontja.

## A hatodik consuli év
A vész elmúltával Marius ismét megpályázta a consuli hivatalt. Mivel nem volt jó szónok, azaz a népvezérséghez nem értett, ismét segítséghez folyamodott. Az ismét tribunusi hivatalt megcélzó Saturninus mellett a praetorságra pályázó Caius Servilius Glaucia is felsorakozott emberei között, akik a bőséges vesztegetések társaságában meg is győzték a populus Romanust, hogy Mariusnak igenis joga van hatodszorra is consulnak lenni. Marius társa a konzervatív, de tehetetlen Lucius Valerius Flaccus lett. Az optimata tábor leghangosabb tagja ebben az időben a régi nagy ellenfél, Quintus Caecilius Metellus Numidicus és Quintus Servilius Caepio volt, akik Saturninus olcsógabona-osztásra és veterántelepítésre tett törvényjavaslatát igyekeztek megcsáklyázni, azonban a veteránok nyomására kénytelenek voltak esküt tenni az intézkedés megtartására, bár mindössze két legio kapott földet Africa és Gallia Cisalpina területén.
Az év végén elszabadult a pokol. Glaucia a kétéves intervallumot előíró törvényeket semmibe véve indult a consulválasztáson, és nem csak nyert, de ellenfelét agyon is verte a tömeg. A senatus kihirdette a rendkívüli állapotot, és Mariust bízta meg a rendteremtéssel. Ezzel sikeresen csapdába csalták: ha fellép a néppárt ellen, hiteltelenné válik a populares körében, ha viszont nem tesz semmit, katonai és politikai karrierje szenved súlyos csorbát. A nobilitas számítása bevált: a nagy hadvezér ezúttal a konzervatívok mellé állt, megostromolta a Capitoliumra magukat bevevő néppártiakat, majd megadásuk után sikertelenül járt közben felmentésükért. Az optimaták fegyveresei meggyilkolták Saturninust és Glauciát, híveik ellen bírói hajtóvadászat indult, törvényeiket pedig visszavonták. A néppártiak bizalmát elvesztő és a senatus támogatását továbbra sem élvező Marius nem is kockáztatta meg, hogy újra megpályázza a consulatust, sőt a censorrá választásról is lemondott.

## Mélyponton
Kr. e. 99-ben a dicstelen emlékű politikus bejelentette, hogy keletre utazik. Célpontja Galatia és Kappadókia volt, ahol állítása szerint áldozni kívánt egy esküvését teljesítve a Nagy Anyának, Kübelének. A háttérben azonban más motiválta. Felismerte, hogy hadvezérként van csak esélye támogatást szerezni, hiszen azon a téren sokkal jobban megállta a helyét, mint a politikain. Ezért aztán agitálni kezdett Pontosz királya, VI. Mithridatész Eupatór udvarában, hogy megpróbálja a Római Köztársaság ellen ugrasztani. Sikert egyelőre nem ért el, bár a pontoszi uralkodó később valóban fegyvert fogott Róma ellen. Távollétében Mariust augurrá választották.
Hazatérve a Forum Romanum mellett építtetett házat, de ez sem segített mind jobban csökkenő népszerűségén. Keleti reményeit hajdani quaestora, Sulla sikeres intézkedései törték darabokra Kr. e. 92-ben. Hajdani alárendeltje, a fiatal konzervatív politikus sikerei mélységesen feldühítették az idősödő Mariust, aki a Bocchus által Sullának adományozott, Jugurtha megadását ábrázoló szobrot erővel akarta ledönteni. Nyílt szakításra azonban nem került sor a Kr. e. 91-ben kitörő itáliai szövetségesháború miatt. Ekkor mindkét hadvezér számára újabb alkalom adódott a bizonyításra, amellett a köztársaságot létében fenyegető veszély egy időre feledtette a személyes sérelmeket. A hatvenhetedik évét taposó Marius Publius Rutilius Lupus consul legatusaként kezdett harcolni északon, majd annak eleste után maga vette át a hadak irányítását. Két egymást követő csatában a legveszélyesebb ellenféllel, a Quintus Pompaedius Silo vezette marsusokkal sikerült leszámolnia, de korára és gyengeségére hivatkozva a két fontos győzelmet követően visszatért a fővárosba.
A hazatérő Marius kétségkívül jelentős sikereit elhalványították a fiatalabb, energikus Sulla látványos, gyors sikerei a déli hadszíntéren. Hiába várta hát az újabb dicsőségekre vágyó agg vezér, hogy rábízzák az időközben valóban Rómára támadó Mithridatész elleni hadjáratot, hiába gyakorlatozott a Campus Martiuson a fiatalokkal minden nap, bizonyítandó jó kondícióját: Kr. e. 88 consulja Sulla lett, aki egyúttal megkapta a keleti háború vezetésének jogát. Marius ezt már nem viselhette el, és tomboló féltékenysége véres polgárháborúba taszította Rómát.

## Polgárháború
Elkeseredett lépésre szánta el magát, amikor Publius Sulpicius Rufus tribunusszal előterjesztette, hogy a római polgárjoggal frissen felruházott szövetségesek teljes politikai emancipációja érdekében a 8 helyett mind a 35 tribusba kerüljenek besorolásra. A „régi” rómaiak ezt felhördüléssel fogadták, de a senatus is vehemens ellentámadásba ment át, hiszen az új lakók a tribusokban túlsúlyba kerülve megmásíthatták volna a keleti háborúra vonatkozó döntést. Ennek érdekében Sulla és társa, Quintus Pompeius Rufus justitiumot hirdetett, azaz olyan időszakot, amelyben semmiféle jogi ügyletet nem lehetett végrehajtani.
A végletekig elszánt Marius Sulpicius Rufusszal együtt hadat gyűjtött, azzal megszállta a forumot, ahol elfogta és meggyilkolta Pompeius fiát, Sulla vejét. Az idősebb Pompeius elmenekült, Sulla pedig Marius házában keresett menedéket, ahol élete fejében visszavonatták vele a justitiumot. Sulpicius törvényét elfogadták, a szövetségesekkel feltöltött tribusok pedig Mariust ruházták fel a hadvezetés jogával. Sulla azonban nem hagyta annyiban a dolgot. A hadjáratra kijelölt legiókhoz sietett Nola városába, ahol fellázította a katonákat. Marius katonai tribunusait meg is gyilkolták, és készséggel álltak a sikeres hadvezér mellé akkor is, amikor az bejelentette, hogy Rómába megy, és erővel tesz rendet. Ilyen példátlan tettre senki sem volt felkészülve a fővárosban. Marius szedett-vedett hadserege édeskevés volt a közelgő hat legióval szemben. A hivatalos felszólítás és az a kétségbeesett lépés sem segített, hogy szabadságot ígért minden csatlakozni hajlandó rabszolgának. Sulla akadály nélkül vonult be a fővárosba, Marius és a néhány főkolompos elmenekült, bár Sulpiciusszal útközben sikerült végezni. A nagy önmérsékletet tanúsító Sulla csak néhány vezetőt ítéltetett halálra és nyilvánított a haza ellenségévé, majd consuli éve lejárta után, Kr. e. 87 elején átkelt Hellaszba, ahova pontoszi hadak törtek be.

## Menekülés és visszatérés
Marius és fia, az ifjabb Caius Marius együtt menekült el Rómából, de míg az utóbbi a biztonságos Africába menekült, az idős hadvezér és törvénytelen fia, Granius Ostiából kiindulva Itália partjai mentén kezdtek dél felé hajózni, de Circeii mellett a vihar partra kényszerítette őket. Hamarosan értesültek róla, hogy lovasok üldözik őket, ezért erdőn-mezőn keresztül bujdokoltak, majd amikor észrevették őket, Minturnae közelében a tengerbe vetették magukat. A kereskedőhajók nem voltak hajlandóak a vénembert és társait kiadni a katonáknak, de féltek is a felelősségrevonástól, így Mariust egyedül kitették a Liri mocsarai között. Egy gödörben rejtőzött, majd a vízbe vetette magát, de elfogták. Ekkor Minturnae-ben bebörtönözték, majd egy barbár, kimber vagy teuton származású katonát küldtek a kivégzésére. A történet szerint a villámokat szóró tekintetű Marius rádörrent a gyilkosságára érkező barbárra: „Ember, meg merészeled ölni Caius Mariust?”, mire az babonás félelembe esve, a jelenséget földöntúlinak vélve, ordítozva elmenekült. Minturnae lakóiban közben győzött a lelkiismeret, és Itália megmentőjét hajóra tették. Istchia szigetén talált társaira, majd elindult Karthágó felé.
A szicíliai Erüx városánál majdnem elfogták, amikor partra szállt, hogy vizet szerezzen, de végül kikötött Afrikában. Itt a helytartó praetor, Sextilius hivatalos parancsa fogadta, amelyben felszólította, hogy amennyiben nem száll hajóra, kénytelen lesz a senatus parancsának engedelmeskedve a haza ellenségeként kivégeztetni. A híradások szerint Marius ekkor már megtört, és már-már feladta volna magát, de szerencséjére ekkor jelent meg menekülő fia, aki sikertelenül próbálta megnyerni Hiempsal numidiai király támogatását. Az üldöző numidiai lovasok elől Cercina szigetén kerestek menedéket.
Eközben Itáliában lázadás tört ki. Az év consuljait, az alapvetően konzervatív Cnaeus Octaviust és társát, Lucius Cornelius Cinnát Sulla még megválasztásukkor megeskette, hogy nem változtatnak az általa kialakított államrenden. Távozása után azonban Cinna azonnal a szövetségesek polgárjogának ismételt kiterjesztése mellé állt, hívei pedig véres harcba kezdtek az Octavianus vezette optimaták ellen. Miután a konzervatívok kiszorították Rómából, vidéken folytatta harcát ellenük. Marius azonnal megragadta az alkalmat a hazatérésre. Etruria Telamo városában ért partot, majd felajánlotta a consulságától hivatalosan is Lucius Cornelius Merula javára megfosztott Cinnának szolgálatait, aki viszonzásképpen proconsullá akarta tenni, de ő vagyoni helyzetére és fizikai állapotára való tekintettel ezt nem fogadta el.

## A vég
Marius rabszolgafelszabadítást hirdetett, így jelentős hadserege gyűlt össze Cinna szövetségeseit kiegészítve. Első lépésként elfogatta a hajón érkező gabonaszállítmányokat, hogy kiéheztesse Rómát. Ezzel összefüggésben a tengerparti városok felett is átvette az ellenőrzést, majd Ostiából kiindulva megindult az éhező Róma felé. Cinna és Marius a Janiculuson fogadta a senatus követeit, akik jóindulatukat kérve a városba hívták őket. Cinna be is vonult, de Marius nem volt hajlandó átlépni a kapun, mivel száműzöttként ehhez népgyűlési határozatra volt szüksége.
Amikor összehívták a népet, néhány tribus szavazását követően a bosszúvágytól égő politikus elunta a színjátékot, majd rabszolgákból verbuvált testőrségével bevonult Rómába. Itt minden ellenségét felkutatták és lemészárolták, így Marcus Antonius Oratort is, Catulust pedig öngyilkosságba kergették. Cinna hamarosan elunta az öldöklést, de Marius dühe még sokáig tombolt. A testőrgárda védelmében Marius kényúrként uralkodott, egyes beszámolók szerint elég volt, ha valamelyik polgárnak nem fogadta a köszönését vagy tisztelgését, és a testőrei ezt jelnek véve azonnal legyilkolták. Ezt követően választások nélkül deklarálták, hogy Kr. e. 86-ban Cinna és Marius lesz consul. Ezzel egy állítólagos gyermekkori jövendölés teljesedett be az utóbbi számára, noha nem sokáig élvezhette a legfőbb római hivatalt: a hetvenegyedik évében járó, megpróbáltatásoktól megviselt öregembert addig Rómában példátlan hetedik konzulságának  18 hivatalban töltött napja után, egy hét napig tartó tüdőgyulladás vagy más betegség elvitte. Sulla később emlékirataiban elterjesztette, hogy halálát az ő visszatérésétől jelentkező félelem és rémálmok okozták.

## Epilógus
Marius, a briliáns, de hatalomvágyó hadvezér legmaradandóbb alkotása a hadseregreform volt, amely katonai szempontból megerősítette a birodalmat, de még az életében bebizonyosodott, hogy az állam stabilitását súlyosan veszélyezteti a zsoldos haderő. Politikusi pályafutása hét consuli éve ellenére sem mondható kiemelkedőnek. Marius utódja a consuli székben Lucius Valerius Flaccus lett, aki szintén keleti hadjáratot indított Sulla nyomában. Hadaival Macedonia megtisztítása után továbbvonult, de fellázadt katonái meggyilkolták. Utóda, Caius Flavius Fimbria legatus Kis-Ázsiában legyőzte a pontoszi seregeket, de Mithridatész a Közép-Hellaszból érkező Sullával kötött békét. A keleti hadjárat minden dicsősége így is az arisztokrata ölébe hullott, még az öngyilkos Fimbria csapatai is csatlakoztak hozzá.
Kr. e. 83-ban szállt partra Sulla hadserege Itáliában. Ekkor már Cinna sem élt, mert az előző évben meggyilkolták egy lázadás alkalmával. A marianusok vezetői ezt követően megosztottak voltak, és nem tudtak hatékonyan védekezni a támadással szemben. Kr. e. 82-ben Sulla bevette Rómát, majd véres tisztogatásba kezdett, végül dictaturát vezetett be, amelynek keretében az optimaták kénye-kedvére alakították át az államrendet. Marius hamvait bosszúból az Anióba szórták. Az ifjabb Marius Praeneste ostrománál lett öngyilkos. Kr. e. 44-ben egy Amatius nevű közember Marius fiának vagy unokájának adta ki magát, és Julius Caesar kultuszát ápolva rövid időre népvezérré lépett elő.